# 懲教管理局
懲教管理局（葡萄牙語：Direcção dos Serviços Correccionais，縮寫：DSC），是澳門特別行政區政府保安司轄下的一個部門，主要負責組織、管理監務部門和執行收容青少年的教育監管措施，懲教管理局由路環監獄和少年感化院組成。

## 組織法例
- 第7/2006號法律（2006年8月28日《澳門特別行政區公報》）獄警隊伍職程人員通則。
- 第27/2015號行政法規（2015年12月30日《澳門特別行政區公報》）懲教管理局的組織及運作。
- 第7/2021號法律（2021年6月28日《澳門特別行政區公報》）修改第7/2006號法律《獄警隊伍職程人員通則》。
- 第31/2021號行政法規（2021年9月13日《澳門特別行政區公報》）修改第27/2015號行政法規《懲教管理局的組織及運作》。
- 第169/2021號行政長官批示（2021年11月8日《澳門特別行政區公報》）重新公佈經第13/2010號法律、第12/2015號法律及第7/2021號法律修改的第7/2006號法律《獄警隊伍職程人員通則》全文。

## 職責
- 協助制定監務及有關少年感化院事務的政策；
- 負責路環監獄及少年感化院的行政及財政管理，制定規章，並作出技術指導和監管；
- 負責監務管理及制度方面的組織與運作；
- 負責收容青少年的教育監管措施的管理及制度方面的組織與運作；
- 在本身職責範圍內，與私人實體合作，以促進囚犯及被收容的青少年重返社會。

## 組織架構

### 領導機關
- 局長、副局長
- 行政管理委員會

### 附屬單位
- 資源及資訊管理廳
  - 人力資源處
  - 財政及財產處
  - 資訊及通訊處
  - 維修及保養處
- 公共關係及新聞處
- 組織、策劃及法律支援處
- 路環監獄（廳級）
  - 社會援助、教育及培訓處
  - 保安及看守處
  - 監務支援處
- 少年感化院（廳級）

### 自治基金
在懲教管理局範圍內，設享有行政及財政自治權的懲教基金，該基金由專有法規規範。

## 宗旨

### 抱負
「提供優質監管及輔導服務，邁向國際水平。」

### 信念
- 忠誠盡責
- 不懼挑戰
- 同心協力
- 服務市民

### 使命
- 協助服刑人士重新投入社會，重建新生。
- 致力減低重犯率，保障社會安寧及市民生命財產安全。

## 歷史
- 澳門最初的監獄位於聖奧思定修院內，1776年遷至昔日市政廳後面財政局的房間（今蘇雅利醫士街舊稱監獄街）。[1]
- 中央監獄俗稱「市牢」，1909年9月5日正式啟用，監獄座落在鏡湖馬路與賈伯樂提督街之間（即今栢威大廈），能容納150名囚犯。
- 1984年起，位於路環竹灣的聖方濟各少年感化院經改裝後接收女性囚犯與部分男性犯人。
- 1990年10月24日晚上10時，位於路環的新監獄落成啟用，路環監獄佔地18,000平方米，建造費用6,300多萬澳門元，原設計能容納1,100名囚犯。[2]
- 2016年1月1日起，澳門監獄與原法務局的少年感化院合併為「懲教管理局」，而澳門監獄由原來局級部門被降為廳級部門，並更名為「路環監獄」。
- 2018年1月，於2005年立項，並原先估計在2014年第四季落成的九澳監獄正式開始動工。工程分四期，第三期工程於2023年7月完成。預定在2024年啟用，最大收容量為2704人，整個項目合共27億3100多萬元[3]。
- 2023年11月，當局預計新監獄的所有工程於明年上半年完成，並會啟動囚犯的遷移工作。[4]
- 2024年9月23日，所有行政部門正式遷往路環九澳堤壩馬路的新址，所有文書傳送及在囚人信件的收發，均使用新址[5]。
- 2024年10月19日，原路環監獄開展正式搬遷工作，期間實施多項臨時交通安排。同年10月20日起，位於路環竹灣馬路聖方濟各街的路環監獄停止運作[6]。

## 歷任局長(狱长)
澳門監獄時期-澳门监狱狱长
- 李錦昌（2000年8月1日—2015年12月31日）

懲教管理局時期-懲教管理局局长
- 李錦昌（2016年1月1日—2016年7月31日）
- 程况明（2016年9月7日—）

## 爭議
於《刑法典》中，一直存有「以錢代監」條文，列明犯人只需要被判處不逾過半年徒刑，法官可以按照判囚日數計算罰金，代替監禁犯人，以紓緩監獄人滿之患，惟此種做法引起澳門社會爭執。
2013年，澳門立法會議員梁榮仔向澳門政府提出書面質詢，指出在囚人士不斷增加，監獄雖然已經擴建至可以容納逾1,200人，當時在囚人士已達1,120人，惟興建新監獄的工程由原定預計於2014年第四季竣工再延遲逾200日（至2015年首季新監獄第一期落成驗收，同年第二期工程招標，並可望隨即動工），故要求政府解釋為何未能夠及早規劃增建監獄，同時擔心澳門監獄承受量已達飽和，引致衞生環境惡劣，人均空間不足，促請澳門政府保障在囚人士基本生存權利及防止傳染病爆發。土地工務運輸局解釋，工程延遲是基於選址土質不穩定；梁榮仔質疑澳門政府於施工前未有作好檢測，令到竣工日期不斷拖延。

## 裝備
| 型號                  | 類型       | 產地   |
| --------------------- | ---------- | ------ |
| 格洛克19              | 半自動手槍 | 奥地利 |
| 雷明登870泵動式霰彈槍 | 霰彈槍     | 美国   |
| HK MP5                | 衝鋒槍     | 德国   |

## 路環監獄

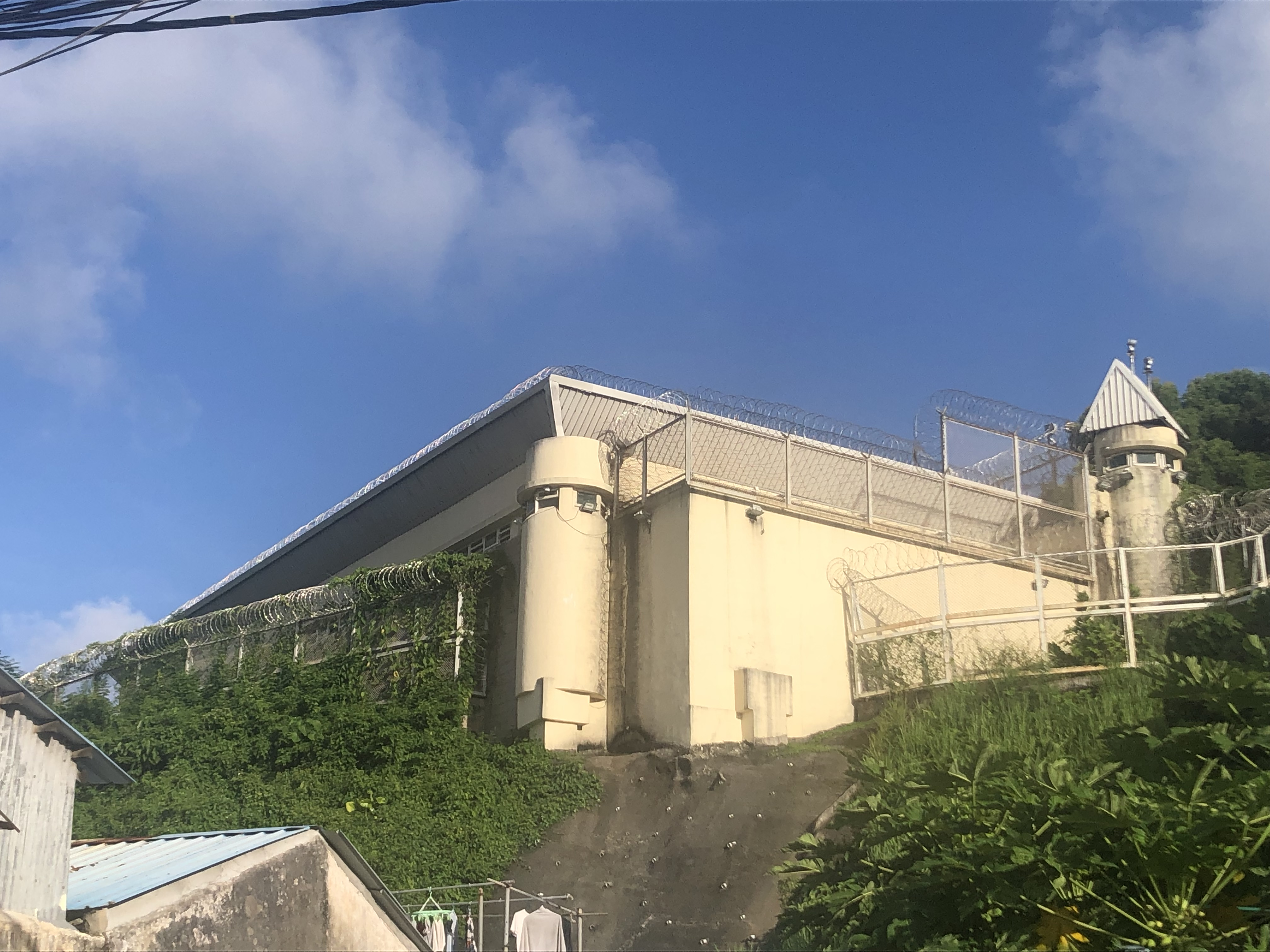
路環監獄第九座監倉（細屋）

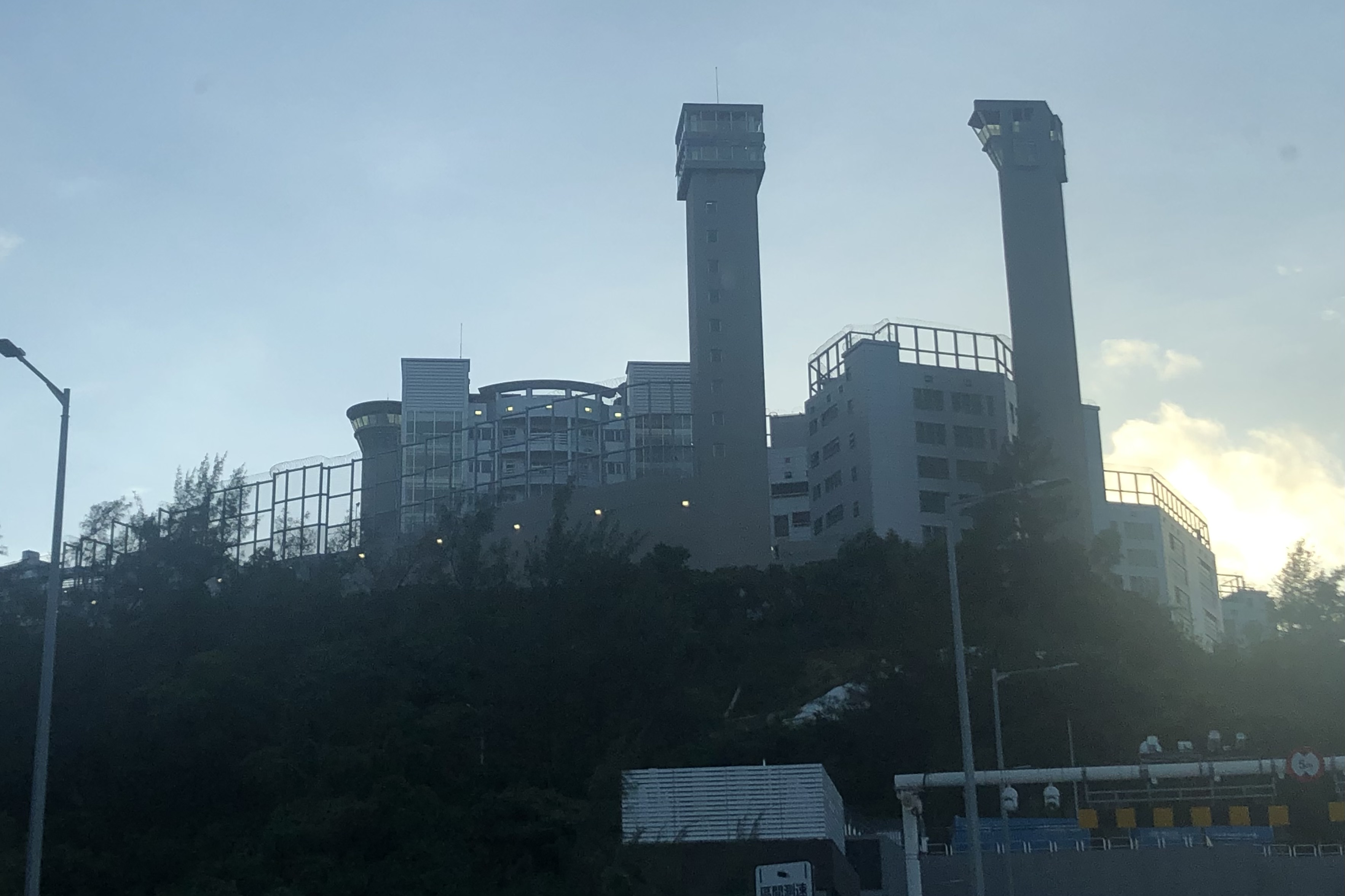
處於第三階段工期的九澳監獄

路環監獄（葡萄牙語：Estabelecimento Prisional de Coloane，EPC），澳門回歸前稱為路環監獄，回歸後至2016年初懲教管理局成立前稱為澳門監獄；為保安司其下的職能機構，位於路環，為澳門唯一一所監獄，能容納1,100名囚犯。
路環監獄低設防部份稱為「大屋」；高設防部份稱為「細屋」，為一座三層高的監獄；旁為警察學校和特別行動組總部。「細屋」於澳門主权移交前由來自葡萄牙獄警看守，後由啹喀兵看守。

## 軼事
2018年1月11日，司法警察局早前接獲線報指兩名正在路環監獄羈押候審的男子，涉嫌使用手提電話指使監獄外的同黨販毒進行調查。同日下午，一名男子從外港碼頭入境時被司警截獲拘捕，犯人供稱兩名同黨在獄中透過手提電話指使其販毒，主要到香港購買毒品，再偷運回澳，其後懲教管理局人員在監獄清查兩名疑犯的房間後發現四部手提電話、電話卡和充電工具及一塊曾改裝的乒乓球拍，令市民質疑澳門監獄是否出現嚴重保安漏洞。。

## 少年感化院

### 職能
澳門的少年感化院是第2/2007號法律《違法青少年教育監管制度》中所指的， 負責執行法院所判的收容措施的教育場所，下設觀察中心、教導中心及教管訓練中心。感化院的收容服務的目的主要在於矯正院生在認知、情緒、行為等方面的問題、提高其獨立思考和自理能力、鍛鍊其生活技能，使其將來能順利融入社會。

## 外部連結
- 官方网站
- 懲教管理局的Facebook專頁
- 懲教管理局的Instagram帳戶